# Marcillac-la-Croisille
Marcillac-la-Croisille é uma comuna francesa na região administrativa da Nova Aquitânia, no departamento de Corrèze. Estende-se por uma área de 38,69 km². Em 2010 a comuna tinha 802 habitantes (densidade: 20,7 hab./km²).